# Gesto

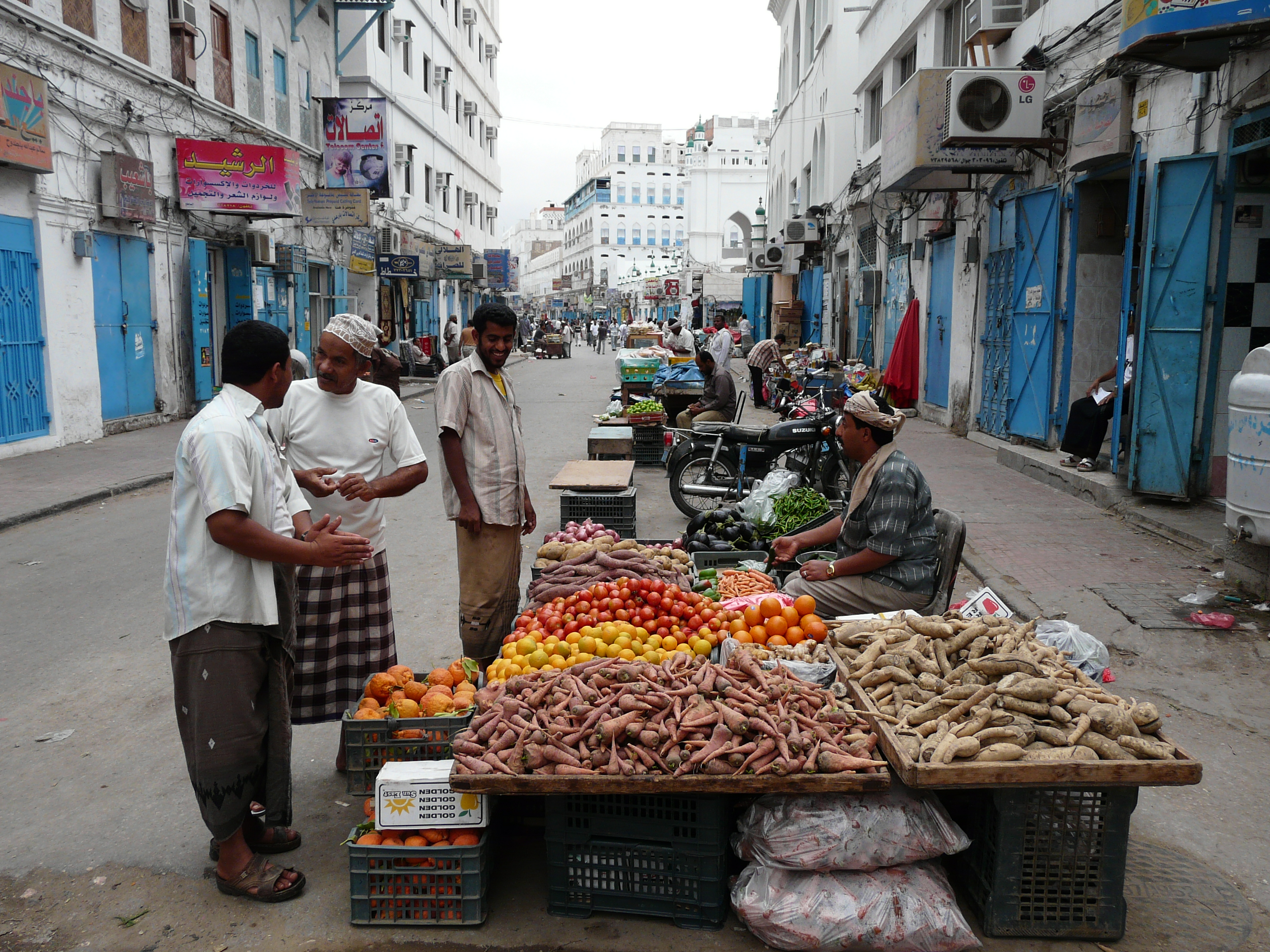
A conversa através de gestos em Saná, no Iêmen

Gesto (no Brasil: sinal) é a forma do ser humano se expressar através das mãos e do corpo.

## Lista de gestos
- Aperto de mão
- Cafuné
- Cumprimento
- Dedo médio
- Língua gestual